# Когордан, Жорж
Жорж Когордан (фр. Georges Cogordan; 1849, Лион — 1904) — французский дипломат и писатель.
В 1885 был назначен представителем Франции в Пекине. В 1886 заключил торговый договор с Кореей, в 1889 был уполномоченным Франции на конференции о запрете рабства в Брюсселе. Опубликовал «Droit des gens, la Nationalité au point de vue des rapports internationaux» (Париж, 1879; 2 изд. 1890) и ряд статей в «Revue des Deux Mondes», среди прочих «Le Ministère des affaires étrangères pendant la période révolutionnaire» (1877).
Был женат на дочери Ш. Дюклерка.